# 石見福光インターチェンジ
石見福光インターチェンジ（いわみふくみつインターチェンジ）は、島根県大田市温泉津町にある山陰自動車道（仁摩温泉津道路）のインターチェンジである。無料区間であり料金所は設置されていない。

## 歴史
- 2013年（平成25年）12月19日 : IC名称を（仮称）福光ICから石見福光ICに正式決定[1]。
- 2014年（平成26年）3月15日 : 湯里IC - 当IC間開通に伴い供用開始[2]。
- 2016年（平成28年）4月：当IC - 浅利IC（仮称）間が事業化。

## 道路
- 山陰自動車道 （仁摩温泉津道路） (40番)

## 接続する道路
- 国道9号

## 隣
山陰自動車道（仁摩温泉津道路）
(39)温泉津IC - (40)石見福光IC - (41)青波IC（仮称）